# Hell on Wheels (serie televisiva)
Hell on Wheels è una serie televisiva statunitense western sulla costruzione della First Transcontinental Railroad negli Stati Uniti. La serie, interpretata da Anson Mount, Colm Meaney, Common e Dominique McElligott, raccontava la storia della Union Pacific Railroad e dei suoi operai, mercenari, prostitute, geometri ed altri che vivevano, lavoravano e morivano nell'accampamento mobile, chiamato "Hell on Wheels", che seguiva la ferrovia a ovest attraverso le Grandi Pianure. In particolare, la storia si concentra su Cullen Bohannon (Mount), un ex soldato confederato che, mentre lavorava come caposquadra ed ingegner capo della ferrovia, inizialmente cercò di rintracciare i soldati dell'Unione che uccisero sua moglie e suo figlio durante la guerra civile americana. Creata da Tony e Joe Gayton, trasmessa per cinque stagioni dal 2011 al 2016 sul canale via cavo AMC.
Il titolo Hell on Wheels (letteralmente "inferno su ruote") fa riferimento all'assieme itinerante di case da gioco, saloon e case di tolleranza che seguiva gli operai dediti alla costruzione della Prima Ferrovia Transcontinentale nella seconda metà degli anni '60 del XIX secolo negli Stati Uniti d'America.

## Trama
La serie è ambientata nell'America del XIX secolo, durante la costruzione della Prima Ferrovia Transcontinentale.

### Prima stagione
Nel 1865, dopo aver combattuto nella Guerra Civile americana, l'ex soldato degli Stati Confederati d'America Cullen Bohannon intraprende un viaggio verso ovest determinato a vendicare la morte della moglie e del figlio, uccisi per mano dei soldati dell'Unione . La sua sete di vendetta lo porterà a Hell on Wheels, il cantiere di costruzione della ferrovia Union Pacific, la prima ferrovia transcontinentale. Cullen viene assunto dalla ferrovia per gestire la "squadra tagliatori" composta per lo più da lavoratori neri, fra cui troviamo Elam, il cui lavoro è quello di smottare il terreno per la posa dei binari. Nelle notti a Hell on Wheels durante le sue conversazioni con il capo del personale, Daniel Johnson, Cullen apprende di più sulle cause della morte della moglie; purtroppo il capocantiere viene sgozzato da Elam poco prima di rivelare il nome dell'assassino di sua moglie. Incontriamo anche Thomas "Doc" Durant cinico e spietato uomo d'affari il quale intraprende, mosso unicamente dalla sete di fama e denaro, la sua "folle e nobile missione " di espandere il tragitto della ferrovia Union Pacific per completare la prima ferrovia transcontinetale. Lily Bell accompagna suo marito Robert, che ha il compito di mappare i terreni per la Union Pacific. Robert verrà in seguito ucciso da un indiano Cheyenne, e Lily dovrà lottare per vivere prima nelle selvagge praterie e in seguito nella dura vita a Hell on Wheels. Il reverendo Nathaniel Cole battezza Joseph Black Moon, il figlio di un capo Cheyenne, e successivamente lo adotta come figlio e aiutante nella sua parrocchia. Il finale della prima stagione vede Bohannon uccidere l'uomo che credeva responsabile per la morte della sua famiglia, per poi scoprire, troppo tardi, che l'uomo non era presente al momento del crimine.

### Seconda stagione
La stagione inizia con Bohannon che entra a far parte di una gang di banditi, mentre la ferrovia Union Pacific continua la sua avanzata sotto l'attento comando di Durant. Durante un colpo finito male Bohannon viene imprigionato dai soldati dell'unione. Durant incontra Bohannon e gli propone di continuare a lavorare sotto il suo comando. Le due facce della stessa moneta ora sono riunite, e la costruzione della ferrovia può procedere con continui colpi di scena; durante le difficili trattative con gli Indiani e le trame dello Svedese.

### Terza stagione
Bohannon abbandona la sua sete di vendetta per strappare il controllo della leadership sulla costruzione della Union Pacific a Durant. Eva partorisce la bambina nata dalla sua relazione extraconiugale con Elam. Elam le chiede di sposarlo, mentre lo Svedese con un abile piano prende il controllo di Fort Smith per consumare la sua vendetta contro Bohannon.

## Produzione
Nel maggio 2010 AMC ordinò la produzione dell'episodio pilota. Common è stato il primo attore ad essere ingaggiato nella serie, per interpretare il ruolo di uno schiavo. Nel luglio, Anson Mount e l'attrice irlandese Dominique McElligott vennero scelti per i ruoli principali. Ad agosto si unì al cast l'attore Colm Meaney, seguito da Ben Esler, Eddie Spears e Phil Burke. A dicembre dello stesso anno AMC ordinò la produzione di un'intera stagione, composta da 10 episodi, che è stata girata nel maggio 2011 presso la città di Calgary. Il 4 maggio 2011 l'emittente ha pubblicato il primo trailer.
Il 23 dicembre 2011, la serie è stata ufficialmente rinnovata per una seconda stagione.
Nel novembre 2014 la rete televisiva AMC ha annunciato che la serie tv si concluderà con la quinta stagione, composta da 14 episodi.

## Personaggi e interpreti

### Personaggi principali
- Cullen Bohannon, interpretato da Anson Mount: È un ex soldato confederato che ha combattuto la guerra. Possedeva una piantagione e 12 schiavi neri. Ha perso tutto in guerra compresi la moglie e il figlio. Nella prima stagione lavorera come capocantiere e farà amicizia con Ferguson, anche se davanti agli altri non lo dimostrerà. Alla fine della stagione scapperà perché lo "Svedese" lo denuncia per gli omicidi commessi. Nella seconda stagione lo troviamo in una banda di ladri che assalta i treni. Successivamente viene arrestato e poi liberato da Durant che lo elegge di nuovo capocantiere. Combatterà la guerra coi sioux e troverà Lily morta.
- Thomas "Doc" Durant, interpretato da Colm Meaney: Uomo d'affari ed investitore della First Transcontinental Railroad, che farà la sua fortuna.
- Elam Ferguson, interpretato da Common: un operaio afroamericano che lavora per la realizzazione della ferrovia. È allo stesso tempo rivale e amico di Cullen Bohannon.
- Lily Bell, interpretata da Dominique McElligott: Moglie di un cartografo di nome Robert che aveva delle mappe per la ferrovia. Un giorno il loro villaggio venne attaccato dai Cheyenne e Robert morì, ma Liły lo vendicherà e scapperà nella foresta dove verrà trovata da Joseph.
- Reverendo Nathaniel Cole, interpretato da Tom Noonan.
- Joseph Black Moon, interpretato da Eddie Spears: È un ex Cheyenne convertitosi al protestantesimo. Avrà una relazione con Ruth. Dirigera' la chiesa Insieme a lei quando il reverendo Coole sarà cacciato.
- Sean McGinnes, interpretato da Ben Esler.
- Mickey McGinnes, interpretato da Philip Burke.
- Lo "Svedese" interpretato da Christopher Heyerdahl.
- Eva interpretata da Robin McLeavy.
- Ruth interpretata da Kasha Kropinski. Figlia di Cole abbandonata da quest'ultimo quando era piccola. Gestirà la chiesa dopo la morte del padre.
- Psalms Jackson, interpretato da Dohn Norwood.
- Louise Ellison, interpretata da Jennifer Ferrin. È una giornalista dall'ambiguo passato che comparirà dalla terza stagione.
- Naomi Hatch, interpretata da MacKenzie Porter.
- John Allen Campbell, interpretato da Jake Weber.
- Collis Huntington, interpretato da Tim Guinee.
- Chang, interpretato da Byron Mann.
- James Shobridge, interpretato da Reg Rogers.
- Mei/Fong, interpretata da Angela Zhou.
- Maggie Palmer, interpretata da Chelah Horsdal.

### Personaggi secondari
- Nell interpretata da April Telek. È la direttrice del bordello di Hell on Wheels.
- Gregory Toole interpretato da Duncan Ollerenshav: Nella prima stagione sarà uno che odia i neri a tal punto da far impiccare Ferguson, cosa che non riuscirà a fare grazie a Cullen. Ferguson gli sparerà in bocca alla fine della prima stagione, verrà creduto morto nonostante sia sopravvissuto. Nella seconda stagione ritornerà e sposerà Eva. Morirà suicida alla fine della stagione straziato dall'amore di Eva per Ferguson.
- Senatore Jordan Crane interpretato da James D.Hopkins.
- Wes Studi è il padre di Joseph.
- Herald Auger è il fratello di Joseph.
- Virginia Madsen è Hannah Durant.
- Grainger Hines è Doc Whiteheard. Figura padre per Cullen nella seconda stagione.
- Ryan Robbins è Hawkins
- Serge Houde è Oakes Ames
- Damian O'Hare è Declan Toole
- Jonathan Scarfe è Sydney Snow
- Gregg Henry è Brigham Young

## Episodi
| Stagione         | Episodi | Prima TV USA | Prima TV Italia |
| ---------------- | ------- | ------------ | --------------- |
| Prima stagione   | 10      | 2011         | 2014            |
| Seconda stagione | 10      | 2012         | 2014            |
| Terza stagione   | 10      | 2013         | 2014            |
| Quarta stagione  | 13      | 2014         | 2015-2016       |
| Quinta stagione  | 14      | 2015-2016    | 2016-2017       |